# Strichspur
In der Astronomie und der Satellitengeodäsie ist die fotografische Aufnahme bzw. Analyse von Strichspuren eine wichtige Methode zur Entdeckung und Bahnbestimmung von neuen oder bereits identifizierten Himmelskörpern.

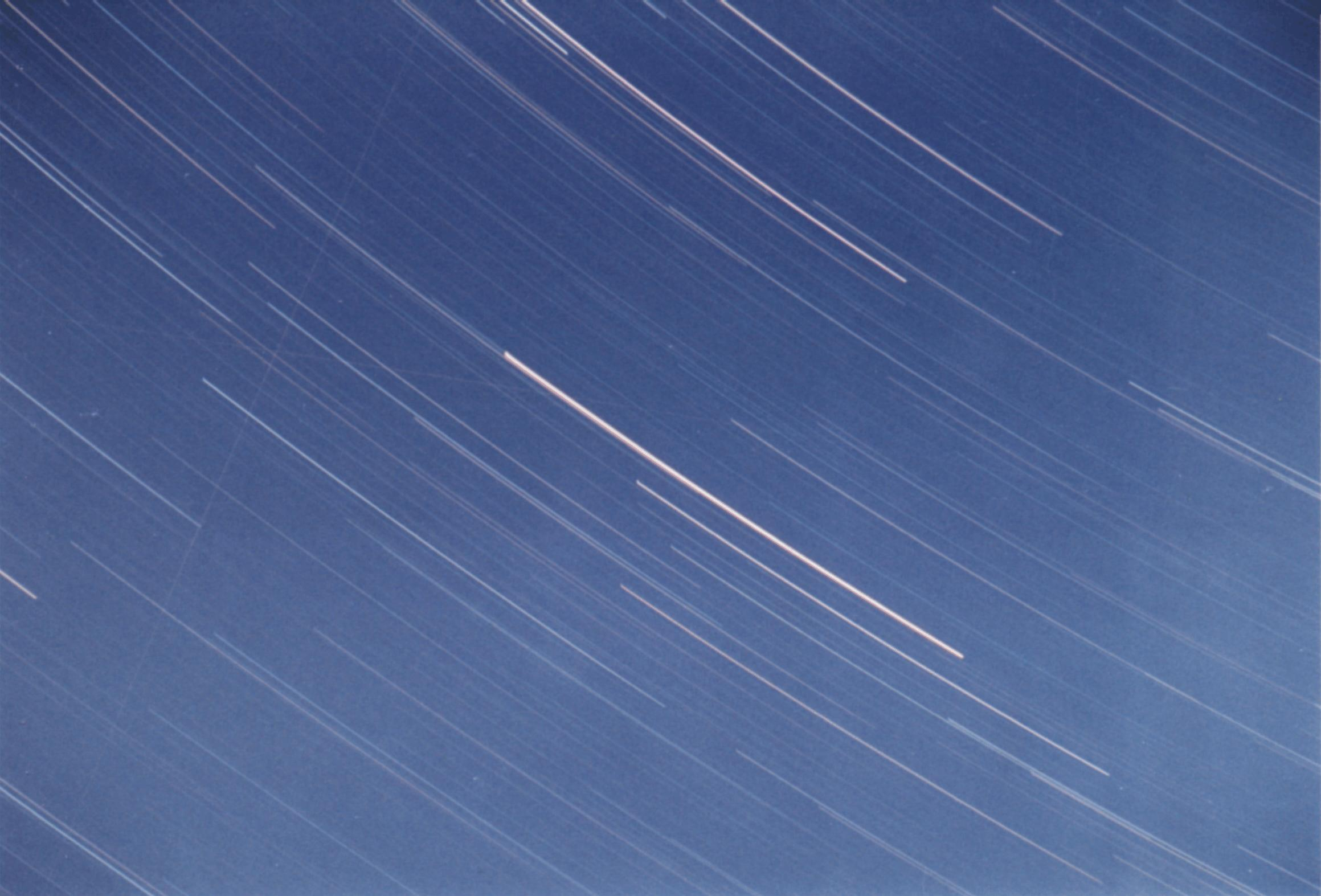
Strichspuraufnahme eines etwa 30° großen Sternfeldes, 1 Stunde belichtet. Links zwei schwache Satellitenspuren

Im Wesentlichen benutzt man drei Methoden:
1. feststehende (Altaz-montierte) oder ballistische Kamera: die Sterne bilden sich als kurze Strichspuren ab, hingegen künstliche Erdsatelliten oder Meteore als lange Spuren. Falls genaue Zeitmessung erforderlich ist, prägt man den Spuren Zeitmarken mit einem Rotationsverschluss auf.
2. parallaktische oder äquatoriale Montierung – vor allem bei Astrografen: die Sterne werden punktförmig, alle anderen Objekte kurze bis lange Spuren. Dient unter anderem zur Entdeckung und Einmessung von Asteroiden (Kleinplaneten) und Kometen.
  - Schwache Himmelskörper an der Wahrnehmbarkeitsschwelle lassen sich mit einem Blinkkomparator leichter entdecken.
3. mehrachsig montierte Satellitenkameras, zum Beispiel die Baker-Nunn-Kamera: sie werden annähernd dem gesuchten Satelliten nachgeführt, dessen Bahnelemente bekannt sein müssen. Der Satellit bildet sich als kurze Strichspur ab, der Sternhintergrund mit langen Spuren.

Im letzten Jahrzehnt ersetzte man die bis dahin bei Methode 1 und 2 vorherrschenden Fotoplatten durch CCD- oder andere optoelektronische Sensoren. Die aufwendigen Kameras vom Typ 3, die meist mit Filmen arbeiten, sind nun großteils stillgelegt.